# Takashi Kikutani

a Compétitions nationales et continentales officielles uniquement.

b Matchs officiels uniquement.
Dernière mise à jour le 14 juin 2019.
Takashi Kikutani (菊谷　崇), né le 24 février 1980 à Nara (Japon), est un joueur de rugby à XV international japonais évoluant au poste de troisième ligne aile. Il évolue en club avec les Toyota Verblitz.

## Biographie
Takashi Kikutani joue en club avec les Toyota Verblitz en Top League. Il obtient sa première cape internationale le 5 novembre 2005, à l’occasion d’un match contre l'équipe d'Espagne. Depuis 2005, Takashi Kikutani dispute 45 matchs avec l'équipe du Japon au cours desquels il marque 115 points (23 essais). Il est le capitaine du Japon à 26 reprises depuis 2008. Le 22 août 2011, il est retenu par John Kirwan dans la liste des trente joueurs retenus pour la Coupe du monde de rugby à XV 2011. Il connaît en 2011 sa première apparition en phase finale de Coupe du monde contre la France.